# Vera Karalli
Vera Alekséievna Karalli (Moscou, 8 d'agost [27 de juliol, cal. julià] de 1889 – Baden bei Wien, 16 de novembre de 1972) va ser una destacada ballarina, coreògrafa i actriu cinematogràfica russa, activa en els anys del cinema mut, pionera del cinema de dansa.

## Ballarina i actriu

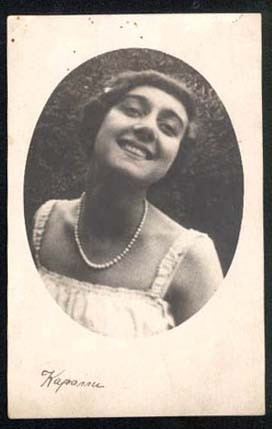
Fotografia publicitària entorn de 1910-1915

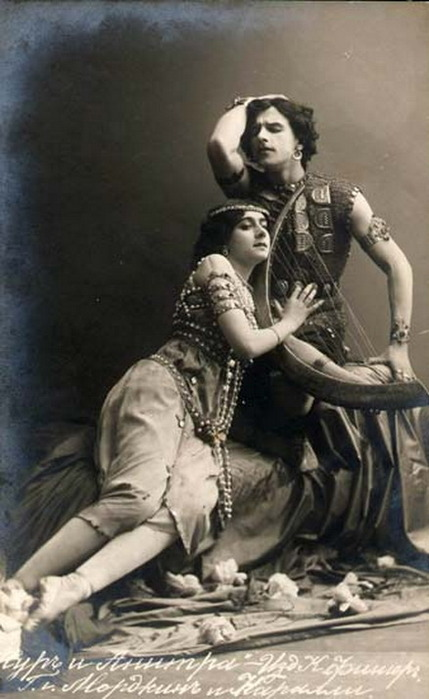
Vera Karalli cap a 1910

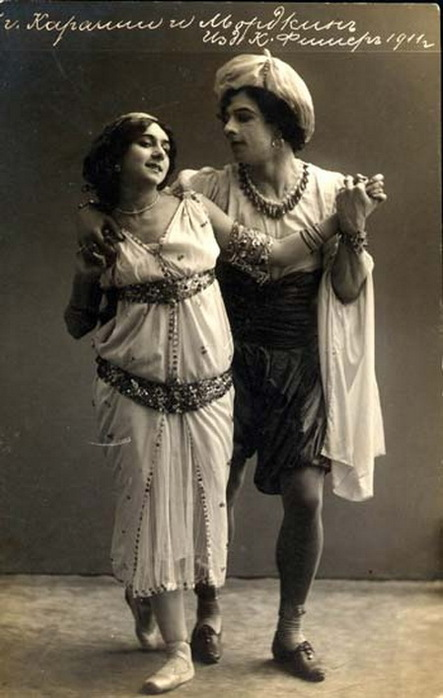
Vera Karalli i Mijaíl Mordkin, 1911

Nascuda a Moscou, Rússia, Karalli es va graduar a l'Escola de Teatre de Moscou el 1906, després d'estudiar sota la direcció de Aleksandr Gorski. Karalli va actuar a la companyia de Ballets Russos de Serguei Diàguilev el 1909, així com el 1919 i 1920. A més, va ser solista del Teatre Bolxoi, i ballarina el 1915, fent sovint parella amb el ballarí Mijaíl Mordkin.
El 1914, Karalli també va començar una reeixida carrera interpretativa, convertint-se en una de les primeres actrius cinematogràfiques de fama de Rússia i sobre tot en la ballarina que va portar la dansa al cinema. El seu primer paper va arribar en el drama de 1914 dirigit per Piotr Chardynin Ty pómnish' li? (Te'n recordes?), en el qual treballava també l'actor Iván Mozzhujin. Des de 1914 a 1919, Vera Karalli actuaria en aproximadament setze films muts russos, entre els quals l'adaptació duta a terme el 1915 de l'obra de Lleó Tolstói Guerra i pau, titulada en rus Voiná i mir. La seva última actuació per al cinema va tenir lloc en la pel·lícula alemanya Die Reiche einer Frau (1921). Sovint escollida com a primera actriu pel destacat director Yevgueni Bauer, Karalli és possiblement més recordada per la seva actuació en l'adaptació que Bauer va dirigir de la novel·la d'Ivan Turguénev Posle smerti (Després de la mort, 1915), i pel seu paper de Gizella en el melodrama de 1917 La mort del cigne (Umiráyuschi lébed), que fa referència a la peça de ballet del mateix nom, que havia estat concebuda per Mikhaïl Fokin, creador dels Ballets Russos, per a Anna Pàvlova.

## Exili
Després de fugir a Occident a causa de la revolució russa, Karalli va fer la seva última actuació al cinema en el film alemany de 1921 dirigit per Robert Wiene Die Rache einer Frau, en el qual treballaven Olga Engl i Franz Egenieff.
En 1920, Karalli va participar en un gran concert benèfic dut a terme en l'Òpera Garnier, i en el qual, entre altres artistes, intervenia la cantant d'òpera i ballarina María Kuznetsova, amb la finalitat de recollir fons a favor dels empobrits immigrants russos.
En els anys 1920, Vera Karalli va establir un estudi de dansa a Kaunas, Lituània, i va ser mestra de ballet del Teatre Estatal, fins al 1929. Des de 1930 fins a 1935 va dirigir el ballet del Teatre d'Òpera i Ballet de Romania a Bucarest. Durant uns anys, des de 1938 fins al 1941, va viure a París, França, establint-se finalment a Viena, Àustria, on va ensenyar dansa clàssica.
Vera Karalli va morir a Baden bei Wien, Àustria, el 1972 i està enterrada al Cementiri central de Viena.

## Mort de Rasputín
Karalli va ser amant del Gran Duc Demetrio Románov, i hauria estat partícip en la conspiració que al desembre de 1916 va acabar amb l'assassinat de Grigori Rasputín. Suposadament va ser una de les dues dones presents en el palau de Félix Yusúpov la nit de la mort de Rasputín. L'altra era Marianne Pistohlkors. Els seus suposats companys de conspiració mai van identificar les dues dones, però sembla que l'atestat policial n'assenyala clarament la participació.

## Filmografia[2]
- 1914: Ty pómnish' li?
- 1914: Sorvanéts
- 1914: Krizantemy (Crisantems)
- 1915: Posle smerti
- 1915: Voyná i mir
- 1915: Natasha Rostova
- 1915: Teni grekha
- 1915: Obozhzhenniye krylya
- 1915: Lyubov statskogo sovetnika
- 1915: Schastye vechnoy nochi
- 1915: Drakonovskiy kontrakt
- 1916: Grif starogo bortsa
- 1917: Korol Parizha
- 1917: La mort del cigne (Umiráyuschi lébed)
- 1917: Nabat
- 1918: Mechta i zhizn
- 1919, a França: La Nuit du 11 septembre
- 1921, a Alemanya: Die Rache einer Frau